# Furfurylamin
Furfurylamin ist eine chemische Verbindung aus der Gruppe der Amine und Furane. Sie wurde schon im 19. Jahrhundert beschrieben.

## Gewinnung und Darstellung
Furfurylamin kann durch katalytische reduktive Aminierung aus Furfural und Ammoniak gewonnen werden.

## Verwendung
Furfurylamin wird als Synthesegrundstoff für Farbstoffe, Kunstharze, Arzneimittel und Kautschuk-Chemikalien verwendet.